# Fußball in Göteborg

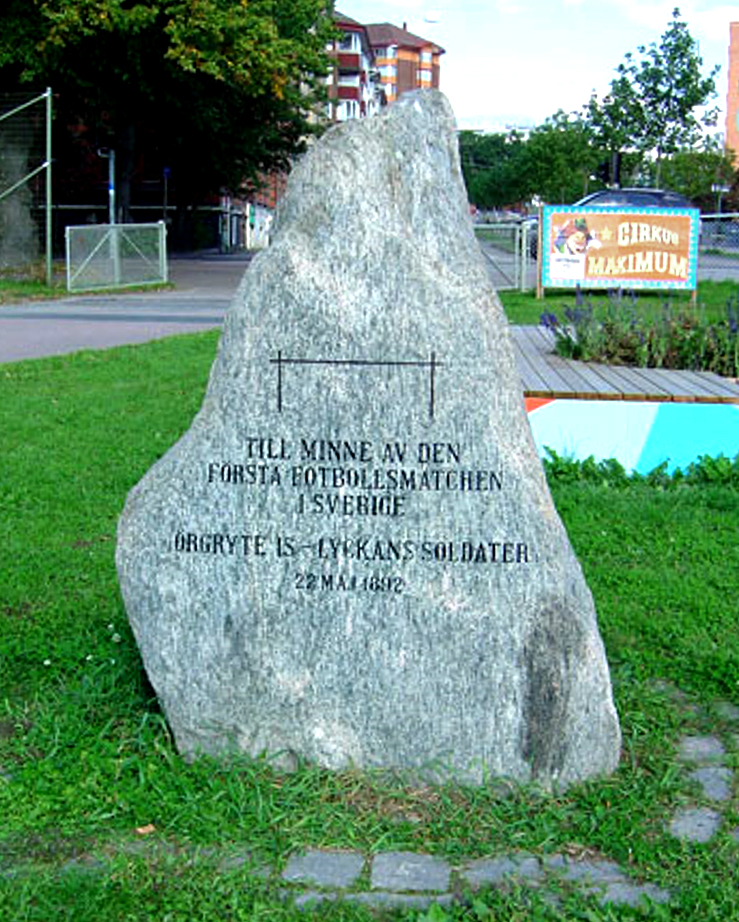
Monument in Erinnerung an das erste in Schweden ausgetragene Fußballspiel zwischen Örgryte IS und Lyckans Soldater (1:0).

Fußball in Göteborg kann als die Wiege des schwedischen Fußballsports bezeichnet werden. Dort entstanden die ersten Fußballvereine des Landes und es wurde 1892 das allererste Fußballspiel ausgetragen. Das Spiel mit den meisten Zuschauern fand am 3. Juni 1959 im für die Fußball-Weltmeisterschaft 1958 errichteten Gamla Ullevi zwischen den alten Rivalen IFK Göteborg und Örgryte IS statt, dem 52.194 Besucher beiwohnten. Außerdem stellte keine Stadt so viele Erstligavereine. So waren allein im Spieljahr 2000 mit IFK Göteborg, Örgryte IS, GAIS, BK Häcken und Västra Frölunda IF insgesamt 5 Mannschaften gleichzeitig in der höchsten Spielklasse vertreten.

## Die Anfänge des Fußballs in Göteborg

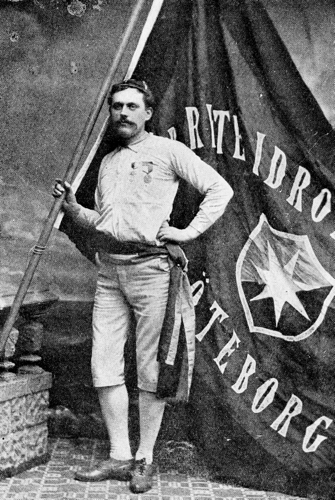
Fußballpionier Wilhelm Friberg mit der Flagge von Örgryte

1883 wurde der Sportverein IS Lyckans Soldater gegründet, bei dem 1886 eine Fußballabteilung eingerichtet wurde. 1887 folgte die Gründung des Örgryte IS, dem schon früh einige Schottische Textilarbeiter beitraten und an der Zusammenstellung einer Fußballmannschaft beteiligt waren. Am 22. Mai 1892 trugen diese beiden Mannschaften das erste Fußballspiel auf schwedischem Boden aus. Erster Vereinsvorsitzender des Örgryte IS war Wilhelm Friberg, der 1897 maßgeblich an der Gründung des Göteborgs FF beteiligt war. Die Motivation zur Gründung des Vereins war, einen weiteren Gegner für seinen Verein zu haben und um damit die Entwicklung des Fußballsports in Göteborg voranzutreiben. Denn nachdem 1896 die allererste schwedische Fußballmeisterschaft der Pionierzeit gegen den Stadtrivalen IS Idrottens Vänner ausgetragen (und von Örgryte mit 3:0 gewonnen) wurde, kam es im Finale der darauffolgenden Spielzeit zu dem Kuriosum, dass Örgryte gegen seine zweite Mannschaft antreten musste (und 1:0 gewann). Nachdem das Finale von 1898 erstmals gegen eine Mannschaft von außerhalb Göteborgs (3:0 gegen AIK Solna aus der Hauptstadt Stockholm) ausgetragen wurde, traf ÖIS im Finale von 1899 auf den Göteborgs FF, der mit 4:0 bezwungen wurde. Nachdem Örgryte die Finalspiele der Jahre 1900 und 1901 gegen den AIK Solna verloren hatte, gewann die Mannschaft 1902 ihren fünften Titel, bevor es 1903 erneut zu einer Finalbegegnung zwischen zwei Göteborger Mannschaften kam. Diesmal konnte sich der aus einer Fusion (unter anderem von IS Lyckans Soldater) entstandene Göteborgs IF gegen den Göteborgs FF mit 5:2 durchsetzen. Von 1904 bis 1907 gewann Örgryte die Meisterschaft erneut viermal in Folge, bevor 1908 der 4 Jahre zuvor gegründete Stadtrivale IFK seinen ersten Titel gewann. Nachdem ÖIS in den Jahren 1909 und 1913 sowie IFK in den Jahren 1910 und 1918 jeweils 2 weitere Titel eingefahren hatten, gewann GAIS seine ersten beiden Meistertitel in den Jahren 1919 und 1922.

## Die bedeutsamsten Vereine der letzten Jahrzehnte

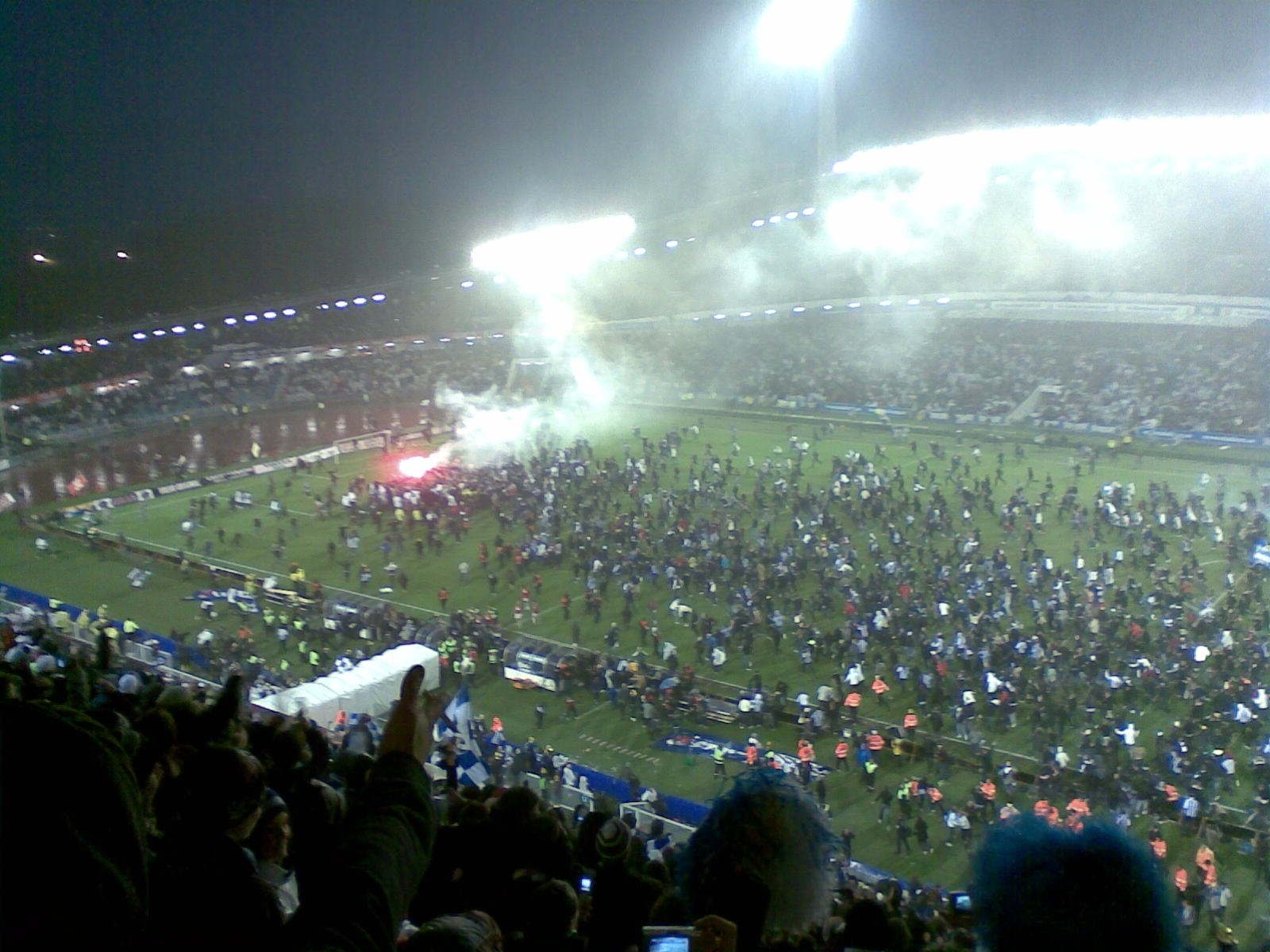
Platzsturm von IFK-Fans nach dem Gewinn des Meistertitels 2007

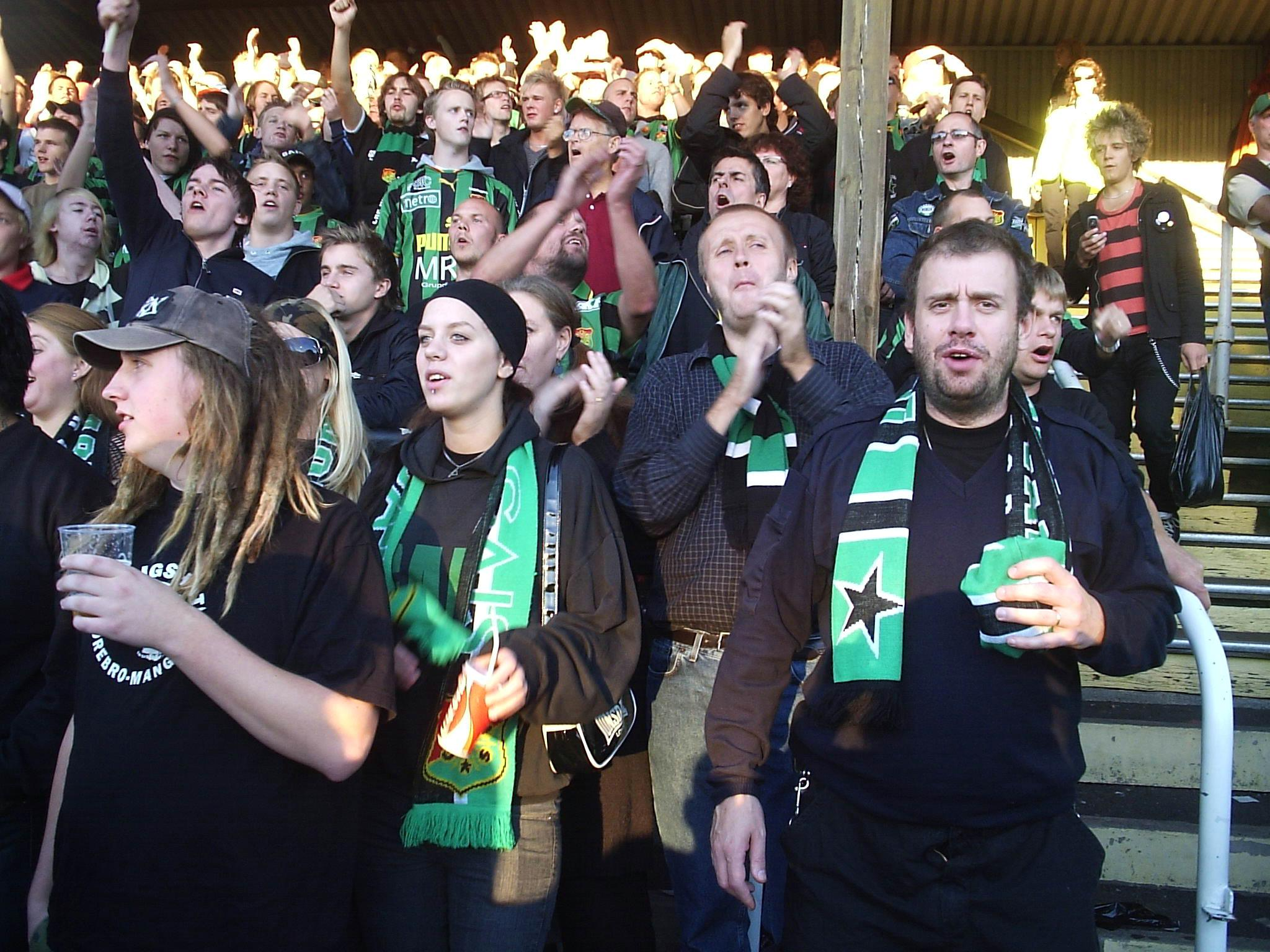
Fans von GAIS im Derby gegen Häcken, 2006

Diese 3 Vereine – IFK, ÖIS und GAIS – entwickelten sich auch zu den führenden Vereinen der Stadt mit den größten Anhängerschaften. Unter soziologischen Aspekten galt der den vornehmen Stadtteil Örgryte vertretene ÖIS als Verein der besseren Schichten und GAIS als „Volksverein“, während es in der Anhängerschaft des IFK eine gewisse Dominanz des Beamtentums gab. Nichtsdestotrotz genießt der IFK – nicht zuletzt aufgrund seiner sportlichen Erfolge und seiner seit beinahe 50 Jahren ununterbrochenen Zugehörigkeit zur ersten Liga – die mit Abstand höchsten Sympathiewerte in der Stadt. Eine Untersuchung von 2011 ermittelte den GAIS als zweitpopulärsten Verein, dicht gefolgt von ÖIS. Die übrigen Vereine, wie der seit Jahren erstklassig spielende BK Häcken und der inzwischen in die Niederungen des Fußballs abgestürzte Västra Frölunda IF, gelten als typische Stadtteilvereine, deren Anziehungskraft kaum über ihr jeweiliges Viertel (Hisingen bzw. Frölunda) hinausreicht.
Der traditionell größte gesellschaftliche Gegensatz ergibt sich aus dem vor allem von den GAIS-Fans gern gepflegten Mythos zwischen dem „snobistischen“ Örgryte IS und dem „linken Arbeiterverein“ GAIS.
Nachdem im Jahr 2000 alle oben genannten 5 Vereine in der höchsten Spielklasse vertreten waren, stiegen GAIS und Västra Frölunda am Saisonende ab. Während GAIS 5 Jahre später die Rückkehr in die höchste Spielklasse gelang, stieg Västra Frölunda am Ende derselben Spielzeit in die dritte Liga und weitere 5 Jahre später in die vierte Liga ab. Seither nahmen ihre Zuschauerzahlen deutlich ab und im ersten Jahr der Viertklassigkeit (2011) kamen durchschnittlich nur noch 155 Besucher. Dagegen konnte sich der andere Stadtteilverein BK Häcken seit seinem Wiederaufstieg zur Saison 2009 im Oberhaus etablieren und ist seit dem Abstieg von GAIS Ende 2012 (Örgryte stieg bereits Ende 2009 ab) der neben dem IFK einzige Stadtverein in der höchsten schwedischen Spielklasse. In den 4 Jahren zwischen  2017 und 2020 ließ der BK Häcken den IFK sogar regelmäßig hinter sich, ohne an dessen wesentlich höhere Popularität heranzukommen. Er liegt in der Publikumsgunst aber seit Jahren durchschnittlich vor dem Zweitligisten Örgryte und ließ zuletzt (2018 und 2019) sogar den ebenfalls in der zweiten Liga spielenden GAIS hinter sich, wobei natürlich auch zu berücksichtigen ist, dass der BK Häcken von den Derbys gegen IFK, aber auch die großen Stockholmer Vereine, profitiert, die immer ein gewisses Zuschauerpotenzial mitbringen.

## Besondere Derbys
Neben den bereits erwähnten Finalspielen vor Gründung der Fotbollsallsvenskan in der Saison 1924/25 kam es 1985 zu einem weiteren Finale zwischen 2 Göteborger Stadtrivalen, als sich überraschend der Örgryte IS mit 4:2 und 2:3 gegen den IFK durchsetzen konnte.
Am Ende der Saison 2002 musste der IFK in der Relegation gegen den Dritten der zweiten Liga, Västra Frölunda, antreten und schaffte mit 1:1 und 2:0 den Klassenerhalt, während Västra Frölunda in den folgenden Jahren immer tiefer abrutschte.
Neben dem bereits erwähnten Derby zwischen IFK und ÖIS am 3. Juni 1959 mit einer Zuschauerzahl von 52.194 gab es am 20. Mai 1976 noch einen schwedischen Zuschauerrekord bei einem Zweitligaspiel zwischen GAIS und IFK, zu dem 50.690 Zuschauer kamen.

## Liste der wichtigsten Göteborger Vereine
Die nachfolgende Tabelle beinhaltet sowohl jene Vereine, die in der 1924/25 eingeführten Fotbollsallsvenskan (in der Überschrift zur Spalte 5 der nachfolgenden Tabelle aus Platzgründen als FSS bezeichnet) spielten als auch die Vereine, die in der zuvor betriebenen Svenska Mästerskapet (in Spalte 4 SMK genannt) entweder Meister oder zumindest Vizemeister wurden.
Die Sortierung erfolgt nach den folgenden Kriterien in drei Rubriken: in die erste Rubrik (Rang 1 bis 3) fallen alle Vereine, die sowohl in der 1924/25 eingeführten Fotbollsallsvenska spielten als auch in der Svenska Mästerskapet erfolgreich waren.
In der zweiten Rubrik (Plätze 4 bis 6) werden die weiteren Vereine aufgeführt, die in der Fotbollsallsvenska vertreten waren. Anschließend folgen die Mannschaften aus der Svenska Mästerskapet, die nie in der Allsvenska vertreten waren. An erster Stelle (und somit auf Rang 7) wird der Göteborgs IF mit einem Meistertitel genannt, anschließend die beiden Mannschaften mit zwei (Göteborgs FF) bzw. einer (Idrottens Vänner; dt. Sportfreunde) Vizemeisterschaft.
| Rang | Verein              | Gründung     | SMK1  | FSS2                | Erstligazugehörigkeit in der Fotbollsallsvenskan                                                 | Sonstige Erfolge / Anmerkungen                                                     |
| ---- | ------------------- | ------------ | ----- | ------------------- | ------------------------------------------------------------------------------------------------ | ---------------------------------------------------------------------------------- |
| 01   | IFK Göteborg        | 1904         | 3     | 15                  | 1924/25–1937/38, 1939/40–1949/50, 1951/52–1970, 1972, seit 1977                                  | zweimal UEFA-Pokalsieger (1982 und 1987), achtmal schwedischer Pokalsieger         |
| 02   | Örgryte IS          | 1887         | 11    | 3                   | 1924/25–1939/40, 1959–1968, 1970–1973, 1975–1976, 1981–1990, 1993, 1995–2006, 2009               | Schwedischer Pokalsieger 2000                                                      |
| 03   | GAIS                | 1894         | 2     | 2 (+ 2 inoffiziell) | 1924/25–1937/38, 1941/42–1954/55, 1956/57–1959, 1964, 1966–1970, 1973–1975, 1988–1992, 2006–2012 | Pokalsieger 1942                                                                   |
| 04   | BK Häcken           | 1940         | –3    | 0 (1)3              | 1983, 1993–1994, 1998, 2000–2001, 2005–2006, seit 2009                                           | Vizemeister 2012, Pokalsieger 2016 und 2019                                        |
| 05   | Västra Frölunda IF  | 1930         | –     | 0                   | 1987–1989, 1992–1995, 1998–2000                                                                  | seit 2011 unterhalb der 3. Liga                                                    |
| 06   | Gårda BK            | 1919         | –     | 0                   | 1934–1943                                                                                        | spielt aktuell (2021) in der 6. Liga                                               |
| 07   | Göteborgs IF        | 1900         | 1     | –                   | –                                                                                                | Verein besteht nicht mehr                                                          |
| 08   | Göteborgs FF        | 1897         | 0 (2) | –                   | –                                                                                                | Vizemeister 1899 und 1903, spielt aktuell (2021) in der 6. Liga                    |
| 09   | IS Idrottens Vänner | 1880er Jahre | 0 (1) | –                   | –                                                                                                | Vizemeister 1896, Verein existiert nicht mehr                                      |
| 10   | Örgryte IS 2        | 1897         | –     | –                   | –                                                                                                | Finalist der Svenska Mästerskapet (früher schwedische Meisterschaft) 1897 und 1901 |

### Andere Vereine
- Hovås/Billdal IF

### Erläuterungen
1 Die Zahl ohne Klammer nennt die Anzahl der Meistertitel in der Svenska Mästerskapet, die Zahl in Klammern die Anzahl der Vizemeisterschaften.

2 Die Zahl ohne Klammer nennt die Anzahl der Meistertitel in der Fotbollsallsvenska, die Zahl in Klammern die Anzahl der Vizemeisterschaften.

3 Bei den Angaben wurde die Darstellung 0 gewählt, wenn die jeweilige Mannschaft am genannten Turnier teilgenommen hat, aber keinen entsprechenden Erfolg erzielte. Die Darstellung – besagt, dass keine entsprechende Teilnahme stattgefunden hat.